# ロイヤルブルネイ航空

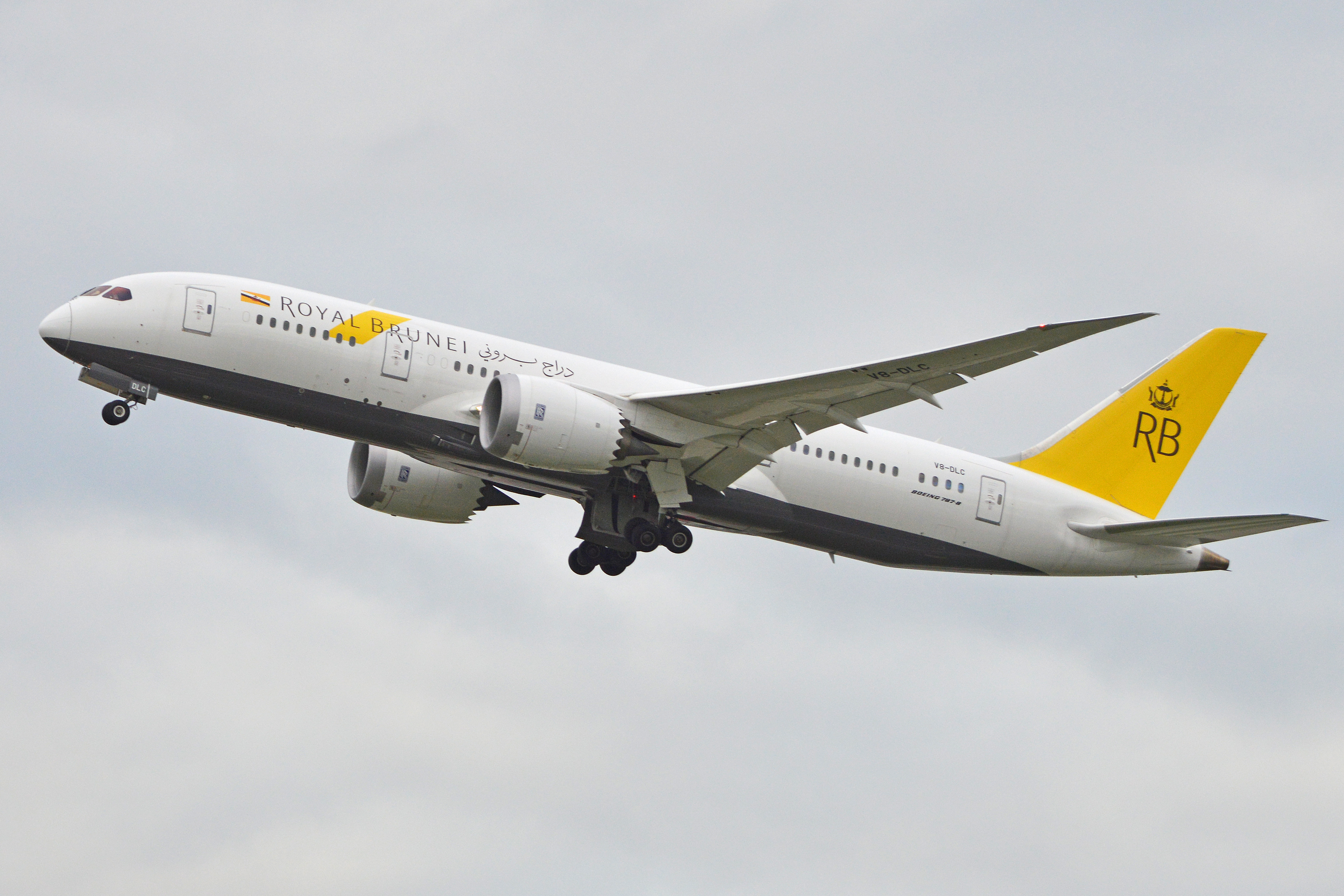
ボーイング787-8

ロイヤルブルネイ航空（ロイヤルブルネイこうくう、英語: Royal Brunei Airlines、マレー語: Penerbangan DiRaja Brunei、アラビア語: ﻓﻧﺭﺑﺎڠن ﺩﻴﺮﺍﺝ ﺑﺮﻮﻧﻲ）は、ブルネイの航空会社。同国のフラッグキャリアで、ブルネイ政府が所有する国営航空会社である。

## 概要
1974年11月18日に設立され、1975年5月14日に2機のボーイング737を使用して初の国際線であるブルネイ-シンガポール線を開設した。更に路線を増やし、アジア全域に路線網を拡大した。1986年にボーイング757、1990年にボーイング767-300ERを導入し、ロンドン線など長距離路線を開設した。
2013年10月3日、同社向けボーイング787-8型機の初号機を受領した。
2015年会社設立40周年の式典が香港で開催された。現在はASEAN諸国を中心にオセアニア、ヨーロッパなど世界20以上の都市へ定期便を運航している。国王専用機として、ボーイング767、エアバスA340を所有している。
航空券の座席予約システム（CRS）は、アマデウスITグループが運営するアマデウスを利用している。

## サービス

### 機内サービス
ビジネスクラスとエコノミークラスの2クラスが設定されている。以前は、洗面台やシートに金を施した豪華なファーストクラスを設定しており、ワールド・トラベル・アワードの「ワールド・リーディング・ファーストクラス」最優秀賞(1999年,2000年)を2年連続受賞するなど、高評価を獲得していたが、新ビジネスクラス（スカイ・エグゼクティブクラス）の導入に伴い廃止された。イスラム教が国教である関係上、機内食は全クラスでハラールが提供される。機内サービスでアルコールを提供せず、乗客自身がアルコール類を持ち込んで飲酒することは違法とされている。

### スカイラウンジ
ブルネイ国際空港に、120席のロイヤルブルネイ航空の空港ラウンジがある。マッサージチェア、シャワールーム、無料インターネット接続など、他社のラウンジと同様の設備に加え、イスラム教乗客向けの沐浴エリア、祈りの間など、イスラム教を国教とするブルネイの航空会社ならではの設備を有する。スカイラウンジを使用できるのはビジネスクラス乗客並びに同社のFFPである「Royal Skies」のゴールド、シルバーメンバーである。シンガポール航空やアメリカン・エキスプレスなど、提携各社もスカイラウンジを利用可能。

## 就航都市
| 国               | 就航地                                 |
| ---------------- | -------------------------------------- |
| ブルネイ         | バンダルスリブガワン                   |
| オーストラリア   | メルボルン                             |
| イギリス         | ロンドン/ヒースロー                    |
| 中国             | 杭州、南寧、北京/大興                  |
| 香港             | 香港                                   |
| インドネシア     | バリクパパン、ジャカルタ、スラバヤ     |
| 日本             | 東京/成田                              |
| 韓国             | ソウル/仁川                            |
| タイ             | バンコク/スワンナプーム                |
| フィリピン       | マニラ                                 |
| インド           | チェンナイ                             |
| マレーシア       | コタキナバル、クアラルンプール、クチン |
| サウジアラビア   | ジッダ                                 |
| シンガポール     | シンガポール                           |
| 台湾             | 台北/桃園                              |
| ベトナム         | ホーチミン                             |
| アラブ首長国連邦 | ドバイ                                 |

## 日本との関係

### 日本への運航路線
| 便名      | 路線     | 路線      | 機材            |       |
| --------- | -------- | --------- | --------------- | ----- |
| BI695/696 | ブルネイ | 東京/成田 | エアバスA320neo | 週4便 |

### 日本との歴史
- 1994年12月2日、関西国際空港開港にあわせて乗り入れを開始。
- 1998年10月24日をもって、関西線を休止。
- 2019年3月15日より、成田国際空港に就航[5]。約20年ぶりに日本路線を復活した。
- 2020年2月17日から、日本航空とコードシェアを開始[6]。
- 2020年3月、新型コロナウイルスのため、成田線を運休。
- 2度延期したものの、2022年10月30日より成田線を再開[7]。

## 機材

### 運航機材

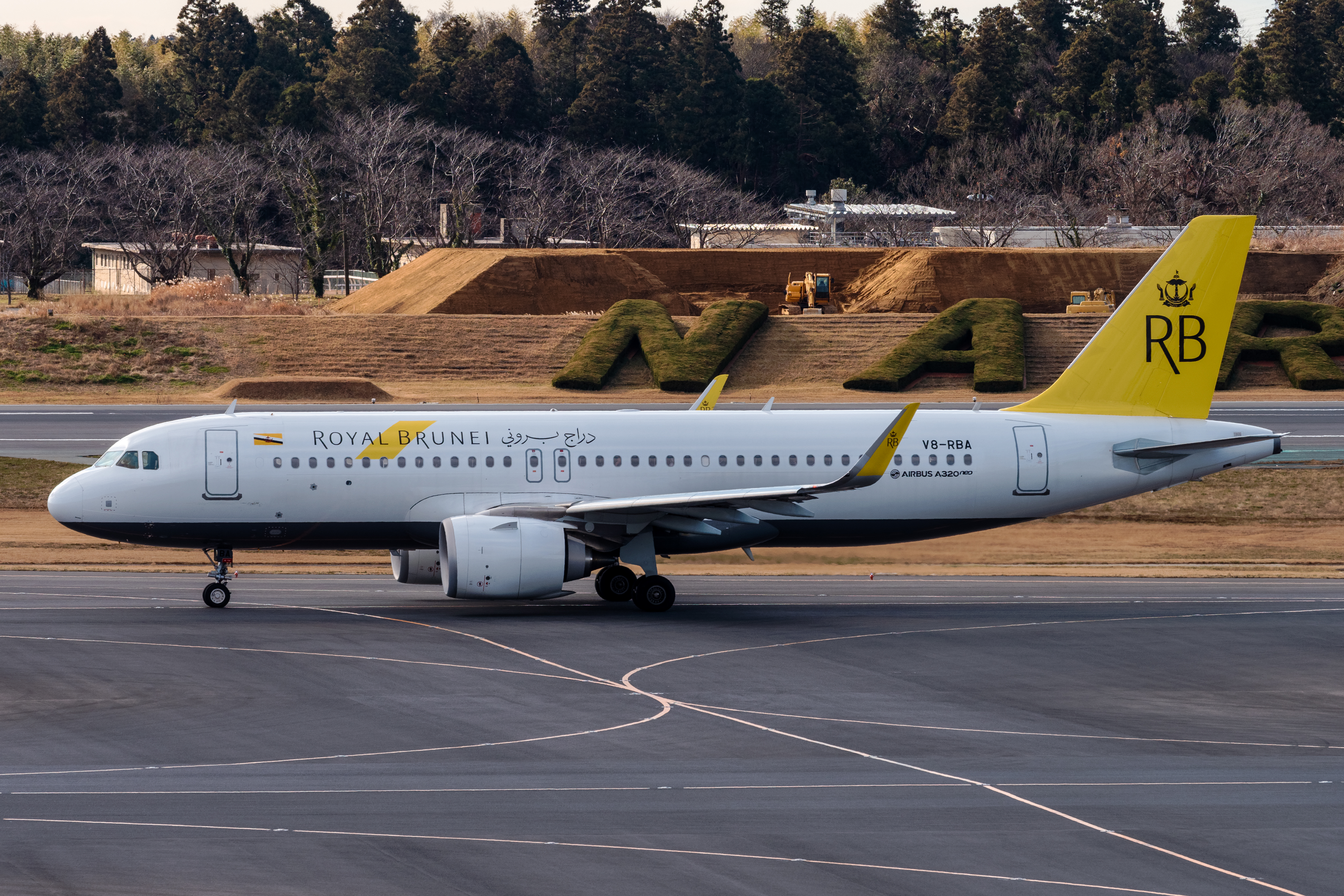
エアバスA320neo

| 機材            | 運用数 | 発注数 | 座席 | 座席 | 座席 | 座席 | エンジン      | 備考 |
| 機材            | 運用数 | 発注数 | C    | Y+   | Y    | 計   | エンジン      | 備考 |
| --------------- | ------ | ------ | ---- | ---- | ---- | ---- | ------------- | ---- |
| エアバスA320neo | 7      | -      | 12   | 18   | 120  | 150  | CFM LEAP-1A26 |      |
| ボーイング787-8 | 5      | -      | 18   | 52   | 184  | 254  | RR Trent 1000 |      |
| ボーイング787-9 | -      | 4      | 未定 | 未定 | 未定 | 未定 | 未定          |      |
| 合計            | 12     | 4      |      |      |      |      |               |      |

### 退役機材
- ATR 72-600 (2019-2020)
- エアバスA319-100 (2003-2016)
- エアバスA320-200 (2003-2023)
- ボーイング737-200 (1975-1990)
- ボーイング757-200 (1986-2005)
- ボーイング767-200/200ER/300ER (1987-2011)
- ボーイング777-200ER (2010-2014)
- フォッカー50 (1994-1996)
- フォッカー100 (1996-2000)